# Gege Akutami
Gege Akutami (Japans: 芥見下々, Akutami Gege; Iwate, 26 februari 1992) is een Japanse mangaka, vooral bekend van het werk Jujutsu Kaisen. Akutami's echte naam en geslacht zijn onbekend.

## Biografie
Akutami werd geboren in de prefectuur Iwate op 26 februari 1992. In de vijfde klas verhuisde hij naar Sendai in de prefectuur Miyagi. Akutami begon manga te tekenen door een vriend na te doen, wat deze inspireerde om een professionele manga-artiest te worden. Akutami noemt Tite Kubo als invloed, na het lezen van Bleach in de vierde klas, naast Hunter × Hunter, Neon Genesis Evangelion en andere werken. In 2014 begon Gege Akutami te werken als assistent van Yasuhiro Kanō in Kiss x Death.
Het jaar daarop publiceerde Akutami een eerste werk, getiteld "Kamishiro Sōsa" (神代捜査), een one-shot-hoofdstuk gepubliceerd in Jump NEXT! vol. 2 op 7 mei 2014. Het volgende werk was "No. 9", met een one-shot-hoofdstuk gepubliceerd in Jump NEXT vol. 2 op 1 mei 2015, en nog een one-shot in het 46e nummer van Weekly Shōnen Jump op 10 oktober 2015. Akutami publiceerde de one-shot "Nikai Bongai Barabarjura" (二界梵骸バラバルジュラ) in het 44e nummer van Weekly Shōnen Jump in 2016, uitgebracht op 3 oktober 2016. Deze one-shot werd genomineerd voor de 11e "Gold Future Cup"-wedstrijd van het tijdschrift. In 2017 publiceerde Akutami Tokyo Metropolitan Curse Technical School (東京都立呪術高等専門学校, Tōkyō Toritsu Jujutsu Kōtō Senmon Gakkō) een serie van vier hoofdstukken die liep in Jump GIGA van 28 april tot 28 juli 2017. Deze serie zou later dienen als een proloog voor Akutami's volgende werk, "Jujutsu Kaisen", en kreeg retroactief de titel "Jujutsu Kaisen 0". Akutami begon met de publicatie van "Jujutsu Kaisen" in het 14e nummer van Weekly Shōnen Jump in 2018, uitgebracht op 5 maart 2018.

## Werken
- Kamishiro Sousa (神代捜査) (2014) - One-shot gepubliceerd in Shueisha's Shōnen Jump Next!.
- No.9 (2015) - One-shot gepubliceerd in Shueisha's Shōnen Jump Next!.
- No.9 (2015) - One-shot gepubliceerd in Shueisha's Weekly Shōnen Jump.
- Nikai Bongai Barabarjura (二界梵骸バラバルジュラ) (2016) - One-shot gepubliceerd in Shueisha's Weekly Shōnen Jump.
- Tokyo Metropolitan Curse Technical School (東京都立呪術高等専門学校, Tōkyō Toritsu Jujutsu Kōtō Senmon Gakkō) (2017) - Serie van 4 hoofdstukken gepubliceerd in Shueisha's Jump GIGA.
- Jujutsu Kaisen (2018-heden) - Mangaserie gepubliceerd in Shueisha's Weekly Shōnen Jump.

- Bibsys: 1615360582336
- Biblioteca Nacional de España: XX6345429
- Bibliothèque nationale de France: cb17863335z (data)
- Catàleg d'autoritats de noms i títols de Catalunya: 981060413521506706
- CiNii: DA19716937
- Gemeinsame Normdatei: 1230172173
- International Standard Name Identifier: 0000 0005 0134 9973
- Library of Congress Control Number: no2020040173
- Bibliotheek van het Japanse parlement: 001297320
- Nationale Bibliotheek van Tsjechië: xx0269265
- Nederlandse Thesaurus van Auteursnamen: 435169270
- Système universitaire de documentation: 251044734
- Virtual International Authority File: 270153409693641581270